# Pediatric Research
Pediatric Research, abgekürzt Pediatr. Res., ist eine wissenschaftliche Fachzeitschrift, die von der Nature Publishing Group veröffentlicht wird. Die Zeitschrift ist offizielles Publikationsorgan folgender Gesellschaften:
- American Pediatric Society
- European Society for Paediatric Research
- Society for Pediatric Research.

Sie erscheint mit zwölf Ausgaben im Jahr. Es werden Arbeiten aus allen Bereichen der Pädiatrie veröffentlicht.
Pediatric Research erschien erstmals 1967 im Verlag Karger in Basel. Von 1972 bis 1999 erschien die Zeitschrift bei Williams & Wilkins in Baltimore
Pediatric Research ist die Fortsetzung der folgenden ununterbrochen erschienenen Publikation: Jahrbuch für Kinderheilkunde und physische Erziehung (1857–1931; 1868–1900 bei Teubner, Leipzig, danach bei Karger, Berlin), Jahrbuch für Kinderheilkunde (1931–1938, Karger, Berlin, später Basel), Annales paediatrici: Jahrbuch für Kinderheilkunde (1938–1966, Karger, Basel).
Der Impact Factor lag 2017 bei 3,123.